# Melanohalea multispora
Melanohalea multispora är en lavart som först beskrevs av A. Schneid., och fick sitt nu gällande namn av O. Blanco, A. Crespo, Divakar, Essl., D. Hawksw. & Lumbsch. Melanohalea multispora ingår i släktet Melanohalea och familjen Parmeliaceae.   Inga underarter finns listade i Catalogue of Life.